# Beilby Lawley (2e baron Wenlock)
Beilby Richard Lawley, 2e baron de Wenlock (2 avril 1818 – 6 novembre 1880) est un aristocrate britannique, fils aîné de Paul Thompson (1er baron Wenlock) et 8e baronnet.

## Biographie
Il sert dans le Yorkshire Hussards et a terminé sa carrière en tant que Colonel. Il est député pour Pontefract de 1851 à 1852 et Lord Lieutenant du Yorkshire de l'Est de 1864 à 1880.
Il épouse Elizabeth Grosvenor, fille de Richard Grosvenor (2e marquis de Westminster), et a huit enfants, dont quatre fils qui, chacun à leur tour, deviennent baron Wenlock :
- Caroline Elizabeth Lawley (1848 – 13 juillet 1934), mariée avec le lieutenant-colonel Caryl Molyneaux (d. 1912), fils de Charles Molyneux, 3e comte de Sefton
- Alethea Jane Lawley (b. 1851), mariée à Taddeo Wiel, historien
- Beilby Lawley (3e baron Wenlock) (1849-1912)
- Constance Marie Lawley (1854 – 4 mai 1951), mariée le 19 juin 1877 au capitaine Eustache Vesey (d. 1886), fils de Thomas Vesey, 3e vicomte de Vesci, mariée en secondes noces le 7 juillet 1892 à Edward Portman (d. 1911), fils de Henry Portman
- Richard Lawley (4e baron Wenlock) (1856-1918)
- Algernon Lawley, 5e baron Wenlock (1857-1931)
- Arthur Lawley (6e baron Wenlock) (en) (1860-1932)